# Scilla
Scilla L. es un género de plantas herbáceas, perennes y bulbosas perteneciente a la subfamilia de las escilóideas dentro de las asparagáceas. Las 90 especies conocidas se encuentran distribuidas en Eurasia y África. Muchas de las especies del género son populares en jardinería, como plantas ornamentales.

## Descripción

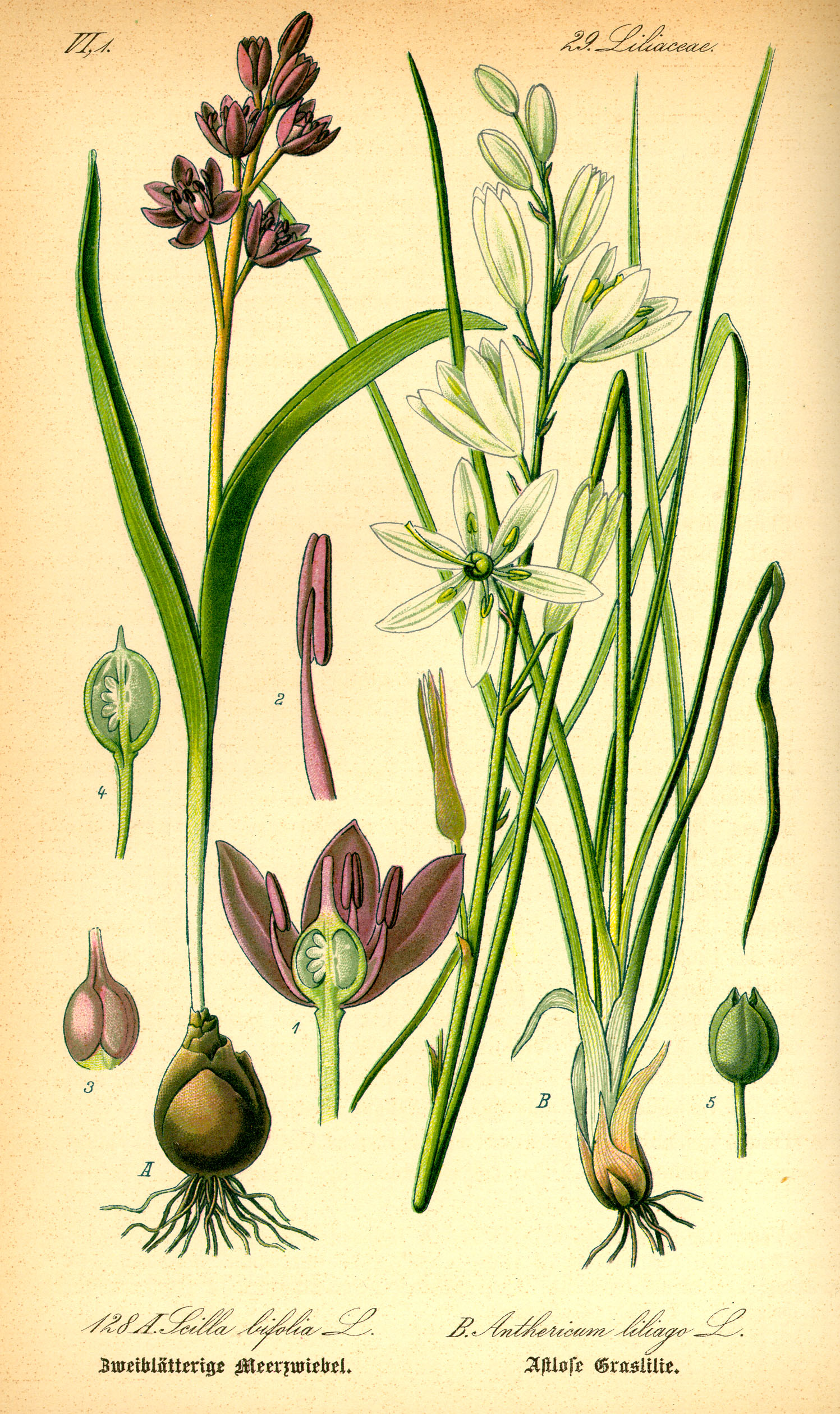
Ilustración de Scilla bifolia

Son plantas bulbosas, acaules, con bulbo ovoide a globoso, compuesto por escamas libres. Presentan escaso número de hojas (2 a 6), las cuales son planas y se hallan formando una roseta basal. Las flores son pequeñas, actinomorfas y hermafroditas, dispuestas en inflorescencias racimosas o cimosas terminales, en la extremidad de un escapo largo y desnudo. Cada flor se halla generalmente protegida por una bráctea. 
El perigonio está compuesto por 6 tépalos libres o unidos en la base, extendidos o connviventes, de color azul o lila, algunas veces blancos. El androceo está formado por 6 estambres, generalmente más cortos que los tépalos e insertos sobre ellos. El ovario es súpero, trilocular, con los lóculos 2-10 ovulados. El estilo es filiforme. El fruto es una cápsula trilobulada o triangulada, con pocas semillas. El género presenta diversos números cromosómicos básicos (x = 5, 6, 7, 8, 9, 10, 11 y 12).

## Taxonomía
El género fue descrito por Carlos Linneo  y publicado en Species Plantarum 1: 308–309. 1753. La especie tipo es: Scilla bifolia Sieber ex Schult.f.

## Taxonomía y listado de especies

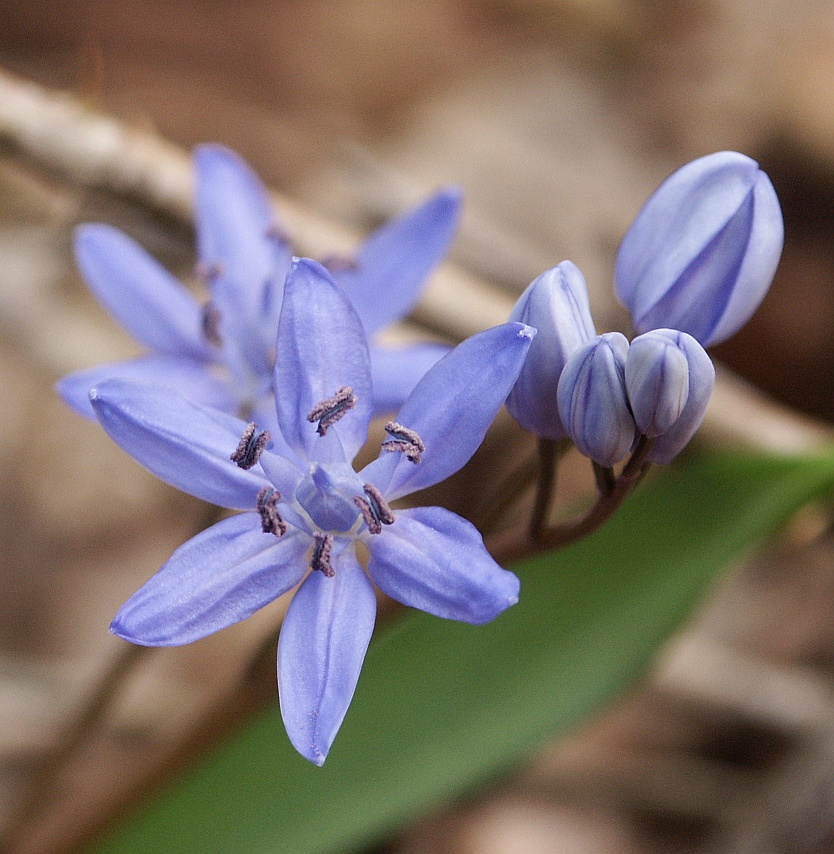
Detalle de una flor de Scilla bifolia

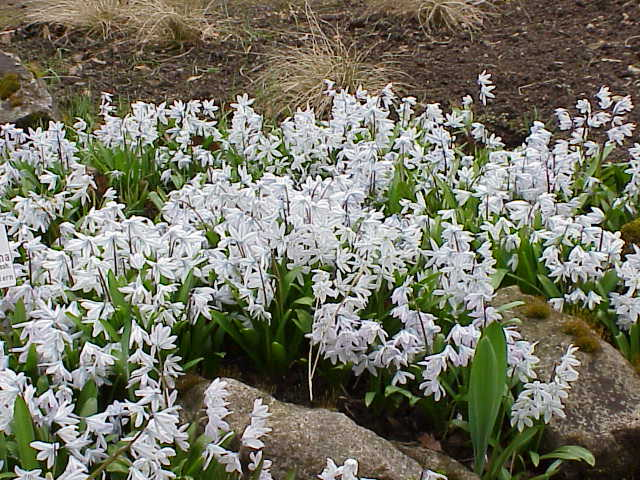
Scilla mischtschenkoana.

La taxonomía de Scilla es un tema muy controvertido actualmente, por lo que no se expondrán los cambios nomenclaturales que han sido propuestos hasta que la comunidad científica no llegue a un acuerdo sobre el particular. Algunas de las especies del género son:
| - Scilla achtenii De Wild. - Scilla africana Borzì & Mattei - Scilla albanica Turrill - Scilla amoena L. - Scilla andria Speta - Scilla antunesii Engl. - Scilla arenaria Baker - Scilla begoniifolia A.Chev. - Scilla benguellensis Baker - Scilla berthelotii Webb & Berthel. - Scilla bifolia L. - Scilla bithynica Boiss. - Scilla bussei Dammer - Scilla chlorantha Baker - Scilla ciliata Baker - Scilla cilicica Siehe - Scilla congesta Baker - Scilla cretica (Boiss. & Heldr.) Speta - Scilla cydonia Speta - Scilla dimartinoi Brullo & Pavone - Scilla dualaensis Poelln. - Scilla engleri T.Durand & Schinz - Scilla flaccidula Baker - Scilla forbesii (Baker) Speta - Scilla gabunensis Baker - Scilla gracillima Engl. - Scilla haemorrhoidalis Webb & Berthel. - Scilla hildebrandtii Baker - Scilla huanica Poelln. - Scilla hyacinthoides L. - Scilla ingridiae Speta - Scilla jaegeri K.Krause - Scilla katendensis De Wild. - Scilla kurdistanica Speta - Scilla lakusicii ?ilic - Scilla latifolia Willd. ex Schult. & Schult.f. - Scilla laxiflora Baker - Scilla ledienii Engl. - Scilla leepii Speta | - Scilla libanotica Speta - Scilla lilio-hyacinthus L. - Scilla lochiae (Meikle) Speta - Scilla luciliae (Boiss.) Speta - Scilla lucis Speta - Scilla madeirensis Menezes - Scilla melaina Speta - Scilla merinoi S.Ortiz - Scilla mesopotamica Speta - Scilla messeniaca Boiss. - Scilla mischtschenkoana Grossh. - Scilla monanthos K.Koch - Scilla monophyllos Link - Scilla morrisii Meikle - Scilla nana (Schult. & Schult.f.) Speta - Scilla odorata Link - Scilla oubangluensis Hua - Scilla paui Lacaita - Scilla peruviana L. - Scilla petersii Engl. - Scilla platyphylla Baker - Scilla ramburei Boiss. - Scilla reuteri Speta - Scilla rosenii K.Koch - Scilla sardensis (Whittall ex Barr & Sayden) Speta - Scilla schweinfurthii Engl. - Scilla seisumsiana Rukšans & Zetterl. - Scilla siberica Haw. - Scilla simiarum Baker - Scilla sodalicia N.E.Br. - Scilla tayloriana Rendle - Scilla textilis Rendle - Scilla uyuiensis Rendle. - Scilla verdickii De Wild. - Scilla verna Huds. - Scilla villosa Desf. - Scilla welwitschii Poelln. - Scilla werneri De Wild. |

## Hyacinthoides
Varias especies de Scilla actualmente se disponen dentro del género afín Hyacinthoides. Entre ellas Hyacinthoides hispanica (Mill.) Rothm.  (antes Scilla hispanica), H. non-scripta (L.) Chouard ex Rothm.  (antes S. non-scripta) y H. italica (L.) Rothm. (antes S. italica).